# Theodor Bierschenk
Theodor Bierschenk (* 16. August 1908 in Sompolno, Russisches Kaiserreich; † 18. März 1996 in Lensahn) war ein deutscher Lehrer und Vertriebenenfunktionär.

## Leben
Bierschenk besuchte die Schule in Sompolno und das Lodzer Deutsche Gymnasium. Nachdem er 1926 die Abiturprüfung bestanden hatte, studierte er an der Krakauer Jagiellonen-Universität Geschichte. Er wollte im deutschen Schulwesen Polens Lehrer werden. 1932 schloss er das Studium mit dem Magisterexamen („sehr gut“) ab. Als Lehrer unterrichtete er in Laurahütte (Oberschlesien) und Bromberg (1932–1935), zuerst am deutschen Lyzeum, dann am deutschen Gymnasium. Die restriktive Minderheitenpolitik der Zweiten Polnischen Republik und die damalige Situation der ethnisch Deutschen in Polen empfand er – wie viele seiner Altersgenossen – als Herausforderung politischen Engagements. Er beendete deshalb mit dem Schuljahr 1934/35 seinen Schuldienst, schloss sich in Bromberg der Jungdeutschen Partei in Polen an und wurde für diese der Beauftragter in Nordmittelpolen. Von Oberschlesien und der Bielitz-Bialaer Sprachinsel her hatte sie die Erneuerung und organisatorische Einigung des gesamten Deutschtums in Polen begonnen. Nach kurzer Tätigkeit in Łódź war Bierschenk von Sompolno aus um die Aktivierung des Deutschtums in Kujawien, im Warthebruch, im Kalischer Land und im Dobriner Land bemüht. 
1945 floh er mit seiner Familie über Pommern nach Nidda in Hessen. Flucht und Vertreibung Deutscher aus Mittel- und Osteuropa 1945–1950 bestimmten sein weiteres Leben. Über Kurt Lück fand er den Zugang zu historisch-wissenschaftlicher Tätigkeit. 1949 gehörte er zu den Gründern der Landsmannschaft Weichsel-Warthe auf Bundesebene, in der sich vor allem die Deutschen aus der früheren preußischen Provinz Posen, aus Mittelpolen mit dem Schwerpunkt Lodz, aus Wolhynien und aus Galizien zusammengefunden hatten. Im Rahmen der Dokumentation der Vertreibung und in Zusammenarbeit mit dem Göttinger Arbeitskreis verfasste er das bedeutsame Buch über die Deutschen in Polen. Nachdem 1953 zum Vollzug des Lastenausgleichsgesetz 34 Heimatauskunftstellen eingerichtet worden waren, wurde Bierschenk wegen seiner fundierten Kenntnisse und seiner Herkunft die Leitung der Heimatauskunftsstelle Polen II mit Sitz in Hannover übertragen. Diese Dienststelle war für das seinerzeitige Generalgouvernement mit ganz Galizien (Warschau, Radom, Lublin, Krakau, Lemberg), für Wolhynien, Polesien, den Bezirk Białystok und das Gebiet um Wilna zuständig. Bierschenk leitete die Dienststelle bis zum Erreichen der gesetzlichen Altersgrenze. So übernahm Bierschenk im Jahre 1950 den Vorsitz im Landesverband Niedersachsen der LWW, den er bis 1994 innehatte, und führte die beiden großen Bundestreffen der Landsmannschaft in Hannover in den Jahren 1958 und 1970 durch. Gleichzeitig engagierte sich Bierschenk im Bundesverband der Landsmannschaft: von 1953 bis 1989 als Bundespressereferent und als Schriftleiter des monatlich erscheinenden Mitteilungsblattes Weichsel-Warthe. Von 1955 bis 1990 war er Schriftleiter des Jahrbuchs Weichsel-Warthe. Viele Jahre betreute er die früheren Vereine Deutscher Hochschüler in Polen. Er saß in der Kommission für die Geschichte der Deutschen in Polen, im Vorstand der Stiftung Kulturwerk Wartheland und im Stiftungsrat Nordostdeutsches Kulturwerk (Lüneburg). Große Bedeutung gewann er als Geschäftsführendes Vorstandsmitglied im Bundesvorstand der Landsmannschaft Weichsel-Warthe und als ehrenamtlicher Leiter der Bundesgeschäftsstelle in Hannover (1970–1990) erworben.

## Ehrungen
- Goldene Ehrennadel des Bundes der Vertriebenen (1972)
- Dr. Kurt-Lück-Preis der Landsmannschaft Weichsel-Warthe
- Kulturpreis der Landsmannschaft Weichsel-Warthe

## Werke
- Die deutsche Volksgruppe in Polen 1934–1939. Beihefte zum Jahrbuch der Albertus-Universität Königsberg. Holzner, Würzburg 1954.
- Die Vereine Deutscher Hochschüler in Polen 1922–1939. Eigenverlag
- Was geschah vor 40 Jahren in Polen? Zielsetzung des VDH vor 40 Jahren und heute. Akademische Blätter 66 (1964), S. 132–134.
- Die Volksdeutschen – Fünfte Kolonne oder schuldlose Opfer? Akademische Blätter 81 (1979), S. 160–161.